# Benoni Beheyt

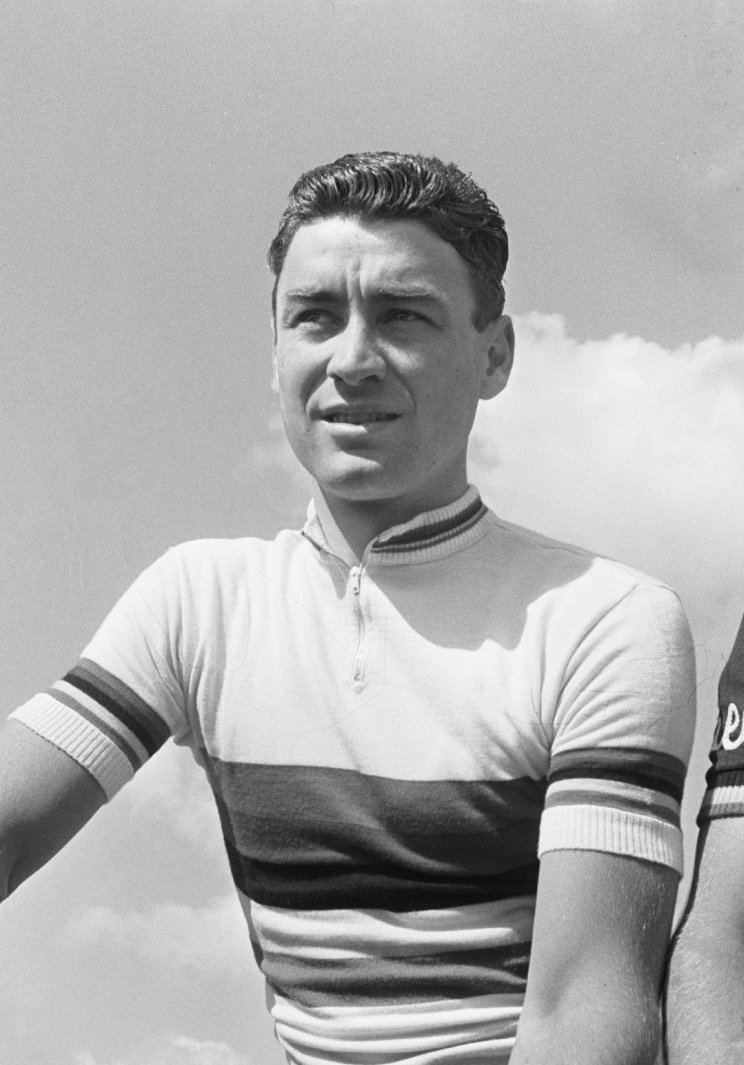
Benoni Beheyt (1964)

Benoni Beheyt (* 27. September 1940 in Zwijnaarde) ist ein ehemaliger belgischer Radrennfahrer.
Zwischen 1958 und 1960 errang Beheyt 105 Siege, u. a. wurde er belgischer Militärmeister 1960. 1960 startete Benoni Beheyt bei den Olympischen Sommerspielen 1960 in Rom; im Straßenrennen belegte er den neunten Platz. Er fuhr im belgischen Vierer das Mannschaftszeitfahren, das Belgien auf einem enttäuschenden 18. Platz beendete.
Im selben Jahr wurde er Belgischer Meister im Zweier-Mannschaftsfahren der Amateure, mit Charles Rabaye. 1962 trat er zu den Profis über.
Beheyt wurde vor allem durch den Zweikampf mit seinem Landsmann Rik Van Looy während der UCI-Straßen-Weltmeisterschaften 1963 vor heimischem Publikum im belgischen Ronse bekannt, den er für sich entschied. Eigentlich sollte Van Looy den Weltmeistertitel zum dritten Mal erringen. Als er bemerkte, dass Beheyt sich nicht an die Absprache halten wollte, fuhr er Wellen, um Beheyt zu behindern, woraufhin dieser sich an Van Looys Trikot abzog und als Erster über die Ziellinie fuhr. Angeblich haben beide danach nie mehr ein Wort miteinander gesprochen.
Van Looy soll seinen Einfluss in Radsportkreisen genutzt haben, um Beheyt das Leben schwer zu machen, so dass dieser nicht die erwünschten Erfolge erringen konnte. 1964 wurde er hinter Rudi Altig Zweiter in der Flandern-Rundfahrt. 1968 beendete er seine Karriere.
Sein Enkel ist der Rennfahrer Guillaume Van Keirsbulck, der seit 2010 für das Quickstep Cycling Team fährt.

## Rennerfolge
1963
- Weltmeister der Profis im Straßenrennen
- Gent–Wevelgem

1964
- Belgien-Rundfahrt
- 22. Etappe Tour de France